# CD-i
Das CD-i (kurz für Compact Disc Interactive), das im Oktober 1991 veröffentlicht wurde, war ein Multimedia-System, das in erster Linie von Philips, teilweise aber auch von Sony entwickelt wurde. Vertrieben wurde das System letztlich von Philips alleine. Das Gerät konnte so genannte interaktive Compact Discs abspielen, außerdem Audio-CDs, CD+G (CD+Graphics), Karaoke-CDs, Photo-CDs (Kodak Photo CD) und Video-CDs (VCD), wobei Letztere den Kauf einer optionalen „Digital Video Card“ zur MPEG-1-Decodierung voraussetzten. Das CD-i war auch eine Spielkonsole, es erschienen im Laufe der Jahre viele Titel, unter anderem vier von Nintendo lizenzierte Spiele.

## Geschichte
1994 ließen die Verkäufe merklich nach, bis 1998 die Produktion komplett eingestellt wurde. Philips hatte es nie geschafft, die Öffentlichkeit von den Fähigkeiten des CD-i zu überzeugen.
1995 brachte Philips einen Fernseher mit eingebautem CD-i-Spieler und eine CD-i-Steckkarte für PCs auf den Markt, um die Titel auch auf diesen abspielen zu können.

## Technik

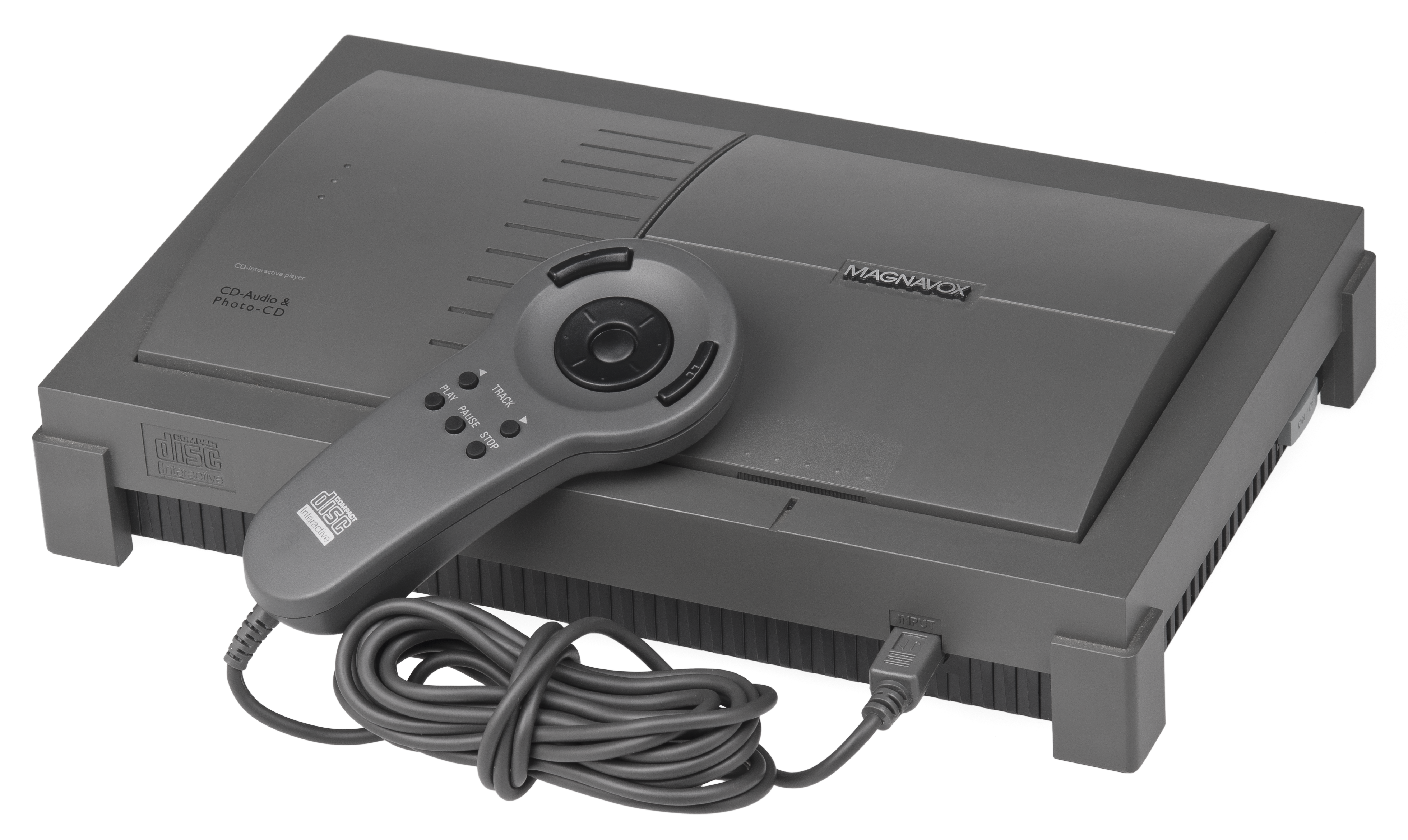
Weiteres Modell des CD-i

Da Philips als Entwickler der Compact Disc die internationalen CD-Normen kontrolliert und über die Vergabe des CD-Logos entscheidet, wurde die 16-Bit-Konsole CD-i in den Rang einer offiziellen CD-Norm erhoben (das so genannte Green Book, welches mittlerweile frei verfügbar ist). Daneben schreibt auch das White Book über Video-CDs eine auf jeder normgerechten Video-CD zu speichernde Abspielsoftware für CD-i-Player vor.

## Hardware
- Prozessor: 16/32-bit SCC68070 mit 15,5 MHz
- Video: SCC66470 später MCD 212
- Audio: MCD 221
- RAM: 1 MB
- Farben: 16,7 Millionen davon 32768 gleichzeitig auf dem Bildschirm
- Auflösung: 384 × 280 bis 768 × 560
- Betriebssystem: CD-RTOS

## Software
Zunächst erschienen hauptsächlich Lernsoftware-Titel und nur eine Handvoll Videospiele, darunter zum großen Teil Brettspielumsetzungen wie Vier gewinnt!. Spätere Versuche, den Spielemarkt zu erschließen, erwiesen sich als nutzlos, als die billigere und leistungsfähigere Sony PlayStation angekündigt wurde.
Philips entwickelte dank eines Lizenzabkommens mit Nintendo einige Spiele mit eigentlich nintendo-exklusiven Figuren für das CD-i. Hintergrund war, dass Philips ein CD-Laufwerk für das Super Nintendo Entertainment System entwickeln sollte. In Hotel Mario traten Super-Mario-Charaktere auf, und drei The-Legend-of-Zelda-Spiele wurden veröffentlicht: Link: Die Fratzen des Bösen (Originaltitel: Link: The Faces of Evil), Zelda: Der Zauberstab von Gamelon (Zelda: The Wand of Gamelon) und Zelda’s Adventure (englisch für Zeldas Abenteuer).

## Konkurrenzprodukte
In das gleiche Marktsegment versuchte der Konkurrent Commodore Anfang der 1990er Jahre mit seinen Amiga-basierten Produkten CDTV bzw. CD³² vorzustoßen – allerdings mit genauso wenig Erfolg. Das gleiche Schicksal ereilte auch das Produkt 3DO der Firma Panasonic und später Goldstar.

## Emulation
2001 erschien ein erster, eher experimenteller Emulator, CD-iCE, dessen Entwicklung aber bereits Anfang 2002 eingestellt wurde. 2005 wurde mit CD-i Emulator ein voll funktionsfähiger, kostenpflichtiger Emulator veröffentlicht.